# Municipio de Hamilton (Arkansas)
El municipio de Hamilton (en inglés: Hamilton Township) es un municipio ubicado en el condado de Lonoke en el estado estadounidense de Arkansas. En el año 2010 tenía una población de 148 habitantes y una densidad poblacional de 1,53 personas por km².

## Geografía
El municipio de Hamilton se encuentra ubicado en las coordenadas 34°39′2″N 91°43′25″O / 34.65056, -91.72361. Según la Oficina del Censo de los Estados Unidos, el municipio tiene una superficie total de 96.47 km², de la cual 95,31 km² corresponden a tierra firme y (1,2 %) 1,16 km² es agua.

## Demografía
Según el censo de 2010, había 148 personas residiendo en el municipio de Hamilton. La densidad de población era de 1,53 hab./km². De los 148 habitantes, el municipio de Hamilton estaba compuesto por el 94,59 % blancos, el 2,7 % eran afroamericanos, el 0,68 % eran amerindios, el 0,68 % eran de otras razas y el 1,35 % eran de una mezcla de razas. Del total de la población el 1,35 % eran hispanos o latinos de cualquier raza.